# Echerul

Poezia Echerul de Marin Sorescu face parte din volumul Tușiți, publicat în 1970 și constituie o artă poetică ilustrativă pentru concepția despre lumea superficială și limitată, realizată sub formă de lirism obiectiv, cu ironia fermecătoare specifică scrierilor lui. Deși în plină perioadă a neomodernismului, poezia păstrează fondul tradițional al liricii, învelit într-o formă limpede și încântătoare, în care versul este scuturat de toate podoabele și descrețește fruntea (Eugen Simion).

### Titlul
Este o metaforă a perceperii vieții de către oameni, care au cu toții un șablon prin care privesc lumea înconjurătoare, instrument care-i lipsește de bucurie și satisfacție.

### Structură, compoziție, limbaj poetic
Poezia Echer de Marin Sorescu este alcătuită din șapte strofe inegale ca mărime. Strofa întâi exprimă o dublă utilitate a echerului, una firească, în matematică și una insolită (neobișnuită), ca instrument literar. Acest obiect este necesar în desenarea figurilor geometrice și, așa cum se explică în dicționar, este folosit pentru construirea și verificarea unghiurilor drepte sau pentru trasarea dreptelor paralele cu o anumită direcție dată. Nota ironică specifică lui Marin Sorescu este evidentă în distihul următor, deoarece el afirmă că poți citi cu succes, folosind acest instrument, O mulțime de opere. În strofa a treia, printr-o adresare directă, eul liric oferă cu ironie instrucțiunile de folosire a echerului în citirea operei literare. Dacă așezi frumos echerul Pe prima pagină și citești numai ceea ce scapă În afara liniilor lui/ De lemn, pierzi tocmai esența ideatică, deoarece este imposibil să potrivești locul exact care să delimiteze în interior substanța operei. Șablonizarea sensurilor literare duce la superficialitate, fiind sugerată îm strofa a patra ideea cuvintelor care se deformează Împuținare, se umflă/ Ca niște broaște, pericolul fiind acela că se diminuează astfel și sensul celor ascunse. Jumătatea de verb care mai rămâne Te face să urli și să regreți sfâșietor că nu poți citi acțiunea tuturor romanelor/ Din viitorul deceniu. Ironia eului liric devine acidă în distihul următor, când acțiunea echerului se extinde și în viața de toate zilele. În strofa a șasea, echerul nu mai este un instrument privit cu amuzament, ci un simbol al spiritului limitat al oamenilor, care percep dogmatic, șablonat viața. Începând cu această strofă, persoana a doua singular este înlocuită cu persoana a doua plural, deoarece referirea poetului iese din zona individului, a celui care intră în mod singular în contact cu textul literar și se manifestă global, la nivelul societății în general. Sunetele, imaginile, sufletele devin exagerat de mari, iar eul liric atrage atenția, cu sarcasm, că ele ar trebui reduse, restrânse la banal, de aceea vorbele trebuie ascultate cu echerul și spectacolul vieții trebuie privit cu același instrument care limitează percepția. Ullima strofă amplifică ironia ascuțită a eului liric care îndeamnă oamenii să nu se aventureze într-o dragoste adevărată fără să aibă un echer la butonieră. Ultimele versuri evidențiază un sarcasm amar al eului poetic, prin care se adâncește incompatibilitatea dintre instrumentul matematic, ce măsoară rigid și domeniul căruia i se aplică în mod cu totul nepotrivit. Visele pe care le au oamenii, unele foarte ambițioase, de aur, s-ar anula prin uniformizare, prin platitudine, de aceea poetul îndeamnă ironic: Puneți la capul patului un echer/ Pentru visele voastre de aur. Oamenii ar ajunge astfel ca niște roboți, fără personalitate, fără idealuri, cu o viață ternă, fără străluciri spirituale.